# Ilheu
Ilheu település Franciaországban, Hautes-Pyrénées megyében. Lakosainak száma 53 fő (2022. január 1.). Ilheu Anla, Antichan, Bertren, Samuran és Bagiry községekkel határos.

## Népesség
A település népességének változása:
| Lakosok száma | 36   | 40   | 39   | 38   | 41   | 45   | 48   | 50   | 53   |
|               | 2013 | 2015 | 2016 | 2017 | 2018 | 2019 | 2020 | 2021 | 2022 |